# 禮薩·古錢內賈德
瑞札·古錢內賈德·努尔尼亚（波斯語：رضا قوچان‌نژاد نورنیا，1987年9月20日—）是一位伊朗足球運動員，目前效力於荷甲的施禾利，位置前鋒。

## 生涯

### 海倫芬
古錢內賈德出生於伊朗馬什哈德，小時候即隨著家人搬往荷蘭定居，當時他亦對拉小提琴頗有心得。之後，他加入了呂伐登的地方球隊LAC弗里西亞1883及甘堡爾青年隊，2005年轉往海倫芬青年隊踢球。
2006年4月，在球隊主場面對阿爾克馬爾的比賽中與費蘭度·德維替換上陣，完成生涯首次在正式比賽出場。2006-07賽季季中，他被母隊附帶必須達到一定上場次數的條件下，租借至前進飛鷹。然而，他於季末的一場表演賽上嚴重受傷，在此以後並未在正式比賽踢球，而是回到弗里西亞進行復健。復原後回歸海倫芬陣中，但持續無法取得上場的機會，直到2008-09賽季下半季被租借至埃門，才得以活躍於場上。
2009年夏季，由於學業因素影響，古錢內賈德決定和海倫芬終止合約，加入荷乙的業餘球隊前進飛鷹。

### 甘堡爾
他待在前進飛鷹的時間並不長，半年後轉往甘堡爾，簽下一紙兩年半的合約。2010年1月22日，於對上的新球隊處女秀當中，僅僅上場九秒鐘即攻入進球。此半年內，他主要以邊鋒的身份協助組織攻勢，雖然大部分比賽未能取得首發位置，不過仍出賽13場，攻入兩球，分別於面對上述芬丹及奧斯的比賽。
2010-11賽季，他的表現終於爆發，單季攻入15顆進球，特別是2011年2月14日遭遇埃門的比賽，上演了生涯首次正規賽事的帽子戲法。

### 聖圖爾登
2011年6月17日，古錢內賈德和比甲球隊聖圖爾登簽下三年合約。他的首個比甲聯賽進球出現在面對強隊布魯日的比賽上。儘管季中曾經因傷缺陣數週，不過最終依舊繳出上陣22場、取得12顆進球的成績，引起德國、荷蘭、比利時等地球隊的興趣，傳言他將會在季後賽結束後轉向大球隊。

### 標準列日
2012年8月31日，聖圖爾登與標準列治達成協議，他於2013年1月起至標準列日踢球，且合約達三年半，買方期望能扮演高產射手的角色。2013年5月19日，為標準列日首度攻入進球，幫助球隊主場4比3戰勝洛格倫。

## 國家隊生涯
他有曾經代表荷蘭U19的經驗，不過參加伊朗國家隊仍然符合FIFA的規定內。在一場遭遇皇家利亞斯的比賽中，他的表現讓伊朗總教練印象深刻。2012年3月，古錢內賈德的叔父表示他們正在準備代表國家隊所需的程序當中。2012年10月16日，伊朗於主場阿薩迪體育場1比0擊敗客隊韓國，他在這場比賽首次亮相。接著，2015年亞洲盃外圍賽對上黎巴嫩的賽事上攻入兩球，最終伊朗5比0大勝。2013年6月，2014年世界盃外圍賽的最後關鍵三場賽事他皆射入進球，幫助伊朗取下三勝，奪得分組首位並晉級2014年世界盃足球賽。

## 成績
最近更新: 2013年8月1日
| 俱樂部   | 俱樂部     | 俱樂部   | 聯賽 | 聯賽 | 盃賽     | 盃賽     | 大陸賽 | 大陸賽 | 總計 | 總計 |
| 賽季     | 球隊       | 聯賽     | 出賽 | 進球 | 出賽     | 進球     | 出賽   | 進球   | 出賽 | 進球 |
| 荷蘭     | 荷蘭       | 荷蘭     | 聯賽 | 聯賽 | 荷蘭盃   | 荷蘭盃   | 歐洲賽 | 歐洲賽 | 總計 | 總計 |
| -------- | ---------- | -------- | ---- | ---- | -------- | -------- | ------ | ------ | ---- | ---- |
| 2005–06  | 海倫芬     | 荷甲     | 1    | 0    | 0        | 0        | —      | —      | 1    | 0    |
| 2006–07  | 前進伊高斯 | 荷乙     | 13   | 4    | 2        | 0        | —      | —      | 15   | 4    |
| 2007–08  | 海倫芬     | 荷甲     | 0    | 0    | 0        | 0        | —      | —      | 0    | 0    |
| 2008-09  | 海倫芬     | 荷甲     | 1    | 0    | 0        | 0        | —      | —      | 1    | 0    |
| 2008-09  | 埃門       | 荷乙     | 12   | 1    | 0        | 0        | —      | —      | 12   | 1    |
| 2009–10  | 前進伊高斯 | 荷乙     | 10   | 6    | 2        | 1        | —      | —      | 12   | 7    |
| 2009–10  | 甘堡爾     | 荷乙     | 13   | 2    | 1        | 0        | —      | —      | 14   | 2    |
| 2010–11  | 甘堡爾     | 荷乙     | 24   | 13   | 3        | 1        | —      | —      | 27   | 14   |
| 比利時   | 比利時     | 比利時   | 聯賽 | 聯賽 | 比利時杯 | 比利時杯 | 歐洲賽 | 歐洲賽 | 總計 | 總計 |
| 2011–12  | 聖圖爾登   | 比甲     | 21   | 11   | 2        | 1        | —      | —      | 23   | 12   |
| 2012–13  | 聖圖爾登   | 比乙     | 10   | 7    | 2        | 3        | —      | —      | 12   | 10   |
| 2012–13  | 標準列治   | 比甲     | 9    | 3    | 1        | 0        | 0      | 0      | 10   | 3    |
| 2013–14  | 標準列治   | 比甲     | 0    | 0    | 0        | 0        | 1      | 0      | 1    | 0    |
| 總計     | 荷蘭       | 荷蘭     | 74   | 26   | 8        | 2        | —      | —      | 82   | 28   |
| 總計     | 比利時     | 比利時   | 34   | 20   | 5        | 6        | 1      | 0      | 39   | 24   |
| 生涯總計 | 生涯總計   | 生涯總計 | 107  | 46   | 13       | 8        | 1      | 0      | 121  | 52   |

### 國家隊進球
| #  | 日期          | 地點       | 對手   | 比分 | 結果 | 賽事               |
| -- | ------------- | ---------- | ------ | ---- | ---- | ------------------ |
| 1. | 2013年2月6日  | 伊朗德黑蘭 | 黎巴嫩 | 1–0  | 5–0  | 2015年亞洲盃外圍賽 |
| 2. | 2013年2月6日  | 伊朗德黑蘭 | 黎巴嫩 | 4–0  | 5–0  | 2015年亞洲盃外圍賽 |
| 3. | 2013年6月4日  | 卡達多哈   |        | 1–0  | 1–0  | 2014年世界盃外圍賽 |
| 4. | 2013年6月11日 | 伊朗德黑蘭 | 黎巴嫩 | 3–0  | 4–0  | 2014年世界盃外圍賽 |
| 5. | 2013年6月18日 | 韓國蔚山   |        | 1–0  | 1–0  | 2014年世界盃外圍賽 |

## 外部連結
- 個人介紹 （页面存档备份，存于）
- UEFA個人介紹 （页面存档备份，存于）